# Bà Tùng Long
Lê Thị Bạch Vân (1915-2006), thường được biết đến với bút danh Bà Tùng Long, là một nhà văn Việt Nam, nổi tiếng với các tiểu thuyết tâm lý xã hội ở miền Nam trước 1975. Bà cũng là người khởi xướng mục "Gỡ rối tơ lòng" trên báo Sài Gòn Mới năm 1953. Bà Tùng Long là vợ của nhà thơ, nhà báo Hồng Tiêu và là mẹ của nhà thơ Nguyễn Đức Trạch (nhà thơ Trạch Gầm), nhà văn và cũng là cựu luật sư Nguyễn Đức Lập và nhà văn Nguyễn Đông Thức.

## Tiểu sử
Bà Tùng Long sinh ngày 1 tháng 8 năm 1915 tại Đà Nẵng. Bà theo bậc tiểu học ở Đà Nẵng, tiếp đó học bậc trung học ở trường Đồng Khánh, Huế, và trường Gia Long, Sài Gòn. Năm 1935 bà thành hôn cùng nhà báo Hồng Tiêu Nguyễn Đức Huy.
Năm 1952, Bà Tùng Long dạy Pháp văn và Việt văn tại các trường Les Lauries, Tân Thịnh, Đạt Đức... Nhưng vì lương không đủ sống, bà bắt đầu viết truyện đăng từng kỳ cho một số nhật báo. Từ 1953, Bà Tùng Long khởi xướng mục Gỡ rối tơ lòng trên báo Sài Gòn Mới và giữ vị trí này trong nhiều năm, góp phần thu hút độc giả cho tờ báo. Ngoài ra bà còn cộng tác cùng các báo khác như Tiếng Vang, Miền Nam, Phụ Nữ Diễn đàn, Phụ Nữ Ngày Mai, Nhân Loại...
Với các tác phẩm đặc biệt thành công về mặt thương mại, Bà Tùng Long là một tác giả quen thuộc của miền Nam trước 1975. Vào thập niên 1960, vừa dạy học vừa viết báo, viết văn, thu nhập của Bà Tùng Long mỗi tháng tới gần 10 lượng vàng. Vào đầu thập niên 1960, bà giữ chức Tổng thư ký Hội Phụ Nữ Việt Nam Cộng hòa, đắc cử Dân biểu tỉnh Quảng Ngãi.
Về bút danh Bà Tùng Long, bà giải thích: "Các vị nho học của chúng ta có câu "Vân Tùng Long, Phong Tùng Hổ" nghĩa là mây theo rồng, gió theo cọp... Tôi tên Vân cho nên lấy bút danh Tùng Long. Và khi ký bút danh này, tôi thấy không trùng với ai, cho nên tôi dùng luôn đến nay. Vì ký bút danh Tùng Long, tôi sợ độc giả hiểu lầm tôi là đàn ông, cho nên tôi thêm chữ Bà vào để phân biệt."
Ngày 26 tháng 4 năm 2006, Bà Tùng Long mất tại nhà riêng, Thành phố Hồ Chí Minh hưởng thọ 90 tuổi.

## Một số tác phẩm
Tổng cộng Bà Tùng Long có 50 đầu sách, trong đó 16 cuốn được tái bản sau 1975. Phần lớn các tiểu thuyết của bà đề cập đến thân phận người phụ nữ, ca ngợi tình yêu. Tác phẩm cuối đời của bà là tập hồi ký xuất bản năm 2003.
Năm 2004, tác phẩm của bà đã được công ty Phương Nam mua bản quyền.
Năm 2019, NXB Trẻ kỷ niệm sinh nhật lần thứ 104 và tròn 13 năm ngày mất bằng cách in lại 10 đầu sách, trong đó có 3 tác phẩm lần đầu in thành sách. Đây là khởi đầu của chương trình sử dụng tác phẩm của Bà Tùng Long, do NXB Trẻ ký hợp đồng với đại diện gia đình tác giả.
- Bóng người xưa
- Đời con gái
- Hồi ký Bà Tùng Long
- Một lần lầm lỡ
- Mẹ chồng nàng dâu
- Nẻo về tình yêu
- Nhị Lan
- Giang San Nhà Chồng
- Chúa tiền Chúa bạc
- Định mệnh

...